# Protegida
Protegida é o 1° CD solo da cantora Lydia Moisés, ao qual obteve grande sucesso de vendas. No mesmo ano, Lydia Moisés foi premiada com o Troféu Talento no quesito "Revelação Feminina".

## Faixas
1. "Amém"[2][3] 02:19
2. "Protegida" 5:35
3. "Quem é Este Homem?" 2:38
4. "Solução" 4:47
5. "Posso" 4:22
6. "Hino de Jerusalém" 5:49
7. "Ia Habib" 4:19
8. "Medley I" (Hinos em Português) 6:16
9. "Soberano" 5:06
10. "Tomou a Cruz" 5:04
11. "O Verbo" 5:02
12. "Quantas Vezes" 5:25
13. "Yo Puedo" (Posso em Espanhol) 4:19
14. "Medley II" (Hinos em Inglês) 5:48